# Olliergues
Olliergues (/ɔ.ljɛʁg/) est une commune française située dans le département du Puy-de-Dôme, en région Auvergne-Rhône-Alpes. La commune est adhérente au parc naturel régional Livradois-Forez.
Nichée au fond de la vallée de la Dore, Olliergues présente aux visiteurs son charme de village médiéval et son château.

## Géographie

### Localisation
Olliergues est située à l'est du département du Puy-de-Dôme, au cœur du parc naturel régional Livradois-Forez dont elle est adhérente.

#### Lieux-dits et écarts
La commune possède de nombreux lieux-dits et écarts. Parmi eux, les plus importants sont:
- la Chabasse
- le Fiol
- Narbonne
- Repote
- Legris
- Legat
- les Genettes
- le Mas
- les Granges
- les Chelles
- la Domaye
- la Valette
- Meymont

#### Communes limitrophes
Cinq communes sont limitrophes d'Olliergues. Il est tenu compte, pour le placement des communes dans le tableau, des centres-bourgs des communes et non pas des chefs-lieux de commune. Ainsi, Saint-Gervais-sous-Meymont est au sud-ouest mais au nord-ouest par la route :
|                            | Augerolles | Olmet |
| Tours-sur-Meymont          | Olliergues |       |
| Saint-Gervais-sous-Meymont |            | Marat |

### Voies de communication et transports

#### Voies routières
La commune est traversée par la route départementale 906, ancienne route nationale 106, sur l'axe Le Puy-en-Velay – Ambert – Thiers – Vichy.
Le territoire communal est également traversé par les routes départementales no 37 (en direction du Brugeron et de La Chapelle-Agnon) et no 87 (en direction d'Augerolles).

#### Ligne ferroviaire
Olliergues possède une gare sur la ligne de Saint-Germain-des-Fossés à Darsac.

#### Transport en commun
Olliergues est accessible par deux lignes interurbaines gérées par la région Auvergne-Rhône-Alpes :
| Réseau                  | Ligne | Tracé                                       |
| ----------------------- | ----- | ------------------------------------------- |
| Cars Région Puy-de-Dôme | P02   | Arlanc – Ambert – Thiers – Clermont-Ferrand |
| Cars Région Puy-de-Dôme | P03   | Vichy – Thiers – Ambert – Arlanc            |

### Climat
Pour des articles plus généraux, voir Climat d'Auvergne-Rhône-Alpes et Climat du Puy-de-Dôme.
En 2010, le climat de la commune est de type climat océanique dégradé des plaines du Centre et du Nord, selon une étude du Centre national de la recherche scientifique s'appuyant sur une série de données couvrant la période 1971-2000. En 2020, Météo-France publie une typologie des climats de la France métropolitaine dans laquelle la commune est exposée à un climat de montagne ou de marges de montagne et est dans la région climatique  Nord-est du Massif Central, caractérisée par une pluviométrie annuelle de 800 à 1 200 mm, bien répartie dans l’année.
Pour la période 1971-2000, la température annuelle moyenne est de 11 °C, avec une amplitude thermique annuelle de 16,5 °C. Le cumul annuel moyen de précipitations est de 926 mm, avec 10,1 jours de précipitations en janvier et 7,9 jours en juillet. Pour la période 1991-2020, la température moyenne annuelle observée sur la station météorologique de Météo-France la plus proche, « Cunlhat », sur la commune de Cunlhat à 8 km à vol d'oiseau, est de 10,1 °C et le cumul annuel moyen de précipitations est de 1 010,2 mm,. Pour l'avenir, les paramètres climatiques de la commune estimés pour 2050 selon différents scénarios d'émission de gaz à effet de serre sont consultables sur un site dédié publié par Météo-France en novembre 2022.

## Urbanisme

### Typologie
Au 1er janvier 2024, Olliergues est catégorisée commune rurale à habitat dispersé, selon la nouvelle grille communale de densité à sept niveaux définie par l'Insee en 2022.
Elle est située hors unité urbaine et hors attraction des villes,.

### Occupation des sols
L'occupation des sols de la commune, telle qu'elle ressort de la base de données européenne d’occupation biophysique des sols Corine Land Cover (CLC), est marquée par l'importance des forêts et milieux semi-naturels (53,7 % en 2018), en diminution par rapport à 1990 (56 %). La répartition détaillée en 2018 est la suivante : 
forêts (53,7 %), prairies (34,2 %), zones agricoles hétérogènes (5,9 %), zones urbanisées (3,3 %), terres arables (2,8 %). L'évolution de l’occupation des sols de la commune et de ses infrastructures peut être observée sur les différentes représentations cartographiques du territoire : la carte de Cassini (XVIIIe siècle), la carte d'état-major (1820-1866) et les cartes ou photos aériennes de l'IGN pour la période actuelle (1950 à aujourd'hui).

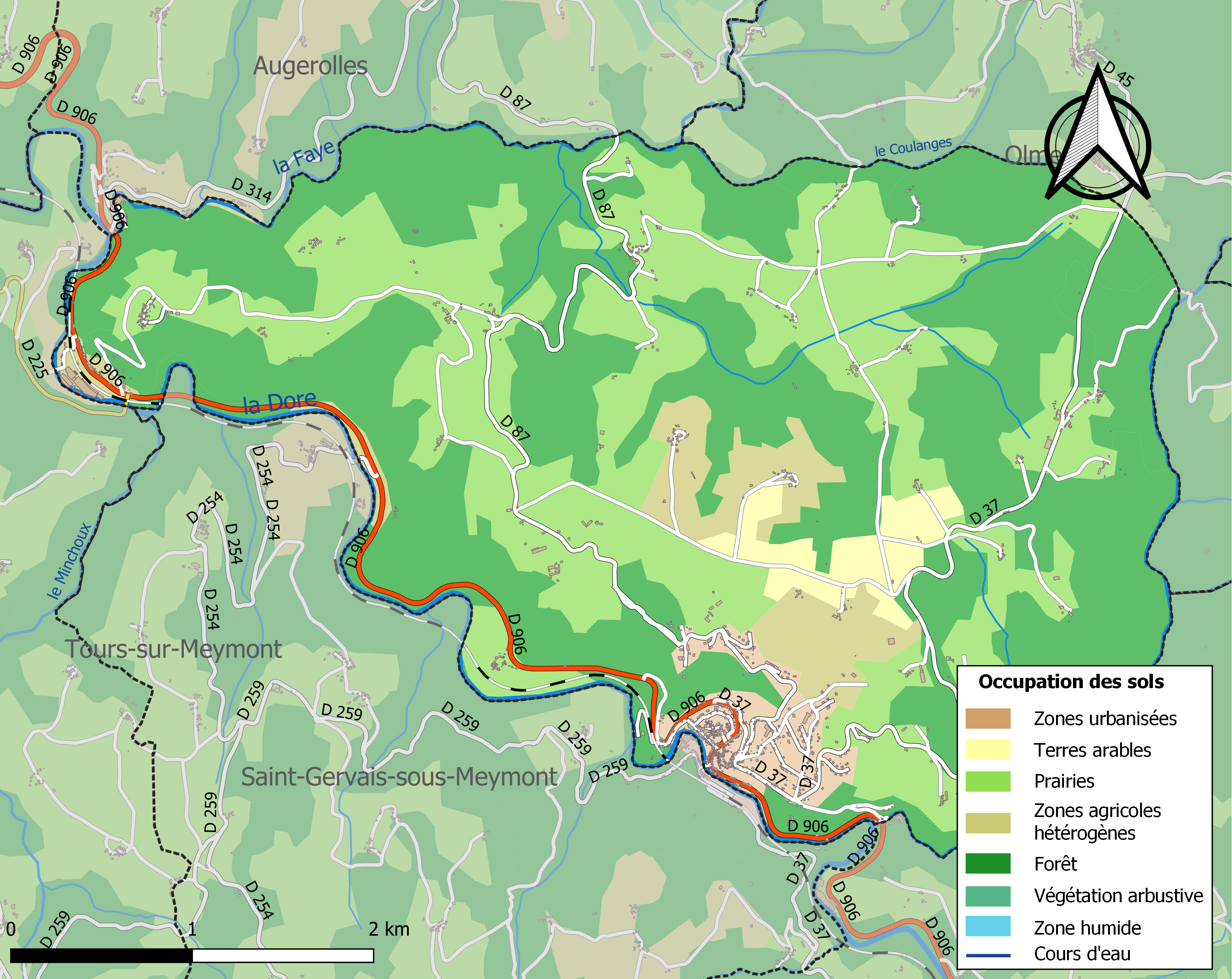
Carte des infrastructures et de l'occupation des sols de la commune en 2018 (CLC).

## Toponymie
Le nom d'Olliergues est une francisation du nom en auvergnat du village Olhèrgues,.

## Politique et administration

### Découpage territorial
Sur le plan administratif, Olliergues dépendait du district d'Ambert en 1793 puis de l'arrondissement d'Ambert de 1801 à 1926, de Thiers de 1926 à 1942 et à nouveau d'Ambert depuis 1942. Elle a été chef-lieu de canton de 1793 à mars 2015 ; à la suite du redécoupage des cantons du département, la commune est rattachée au canton des Monts du Livradois.
Jusqu'en 2016, Olliergues faisait partie de la communauté de communes du Pays d'Olliergues. Cette intercommunalité a fusionné avec six autres communautés de communes autour d'Ambert pour constituer, le 1er janvier 2017, la communauté de communes Ambert Livradois Forez.

### Administration municipale
Le conseil municipal, élu à la suite des élections municipales tenues en 2020, est composé de quinze élus, dont deux adjoints et douze conseillers municipaux.

### Liste des maires
| Période                                  | Période                    | Identité            | Étiquette | Qualité         |
| ---------------------------------------- | -------------------------- | ------------------- | --------- | --------------- |
| Les données manquantes sont à compléter. |                            |                     |           |                 |
| mars 2001                                | mars 2008                  | Jean Lesturgeon     |           |                 |
| mars 2008                                | décembre 2013              | Patrick Mauboussin  |           |                 |
| 7 décembre 2013,                         | En cours (au 27 août 2020) | Arnaud Provenchère, |           | Employé d'usine |

### Politique environnementale
La gestion des déchets, de l'eau et du service public d'assainissement non collectif a été assurée par le SIVOM de l'arrondissement d'Ambert jusqu'en 2016. Le SIVOM a été dissous et la compétence déchets est désormais assurée depuis le 1er janvier 2017 par la communauté de communes Ambert Livradois Forez.
La commune bénéficie de la collecte sélective des déchets en porte-à-porte.
La déchèterie la plus proche est celle de Marat-Vertolaye.

## Population et société

### Démographie
L'évolution du nombre d'habitants est connue à travers les recensements de la population effectués dans la commune depuis 1793. Pour les communes de moins de 10 000 habitants, une enquête de recensement portant sur toute la population est réalisée tous les cinq ans, les populations de référence des années intermédiaires étant quant à elles estimées par interpolation ou extrapolation. Pour la commune, le premier recensement exhaustif entrant dans le cadre du nouveau dispositif a été réalisé en 2006.

En 2022, la commune comptait 736 habitants, en évolution de −2 % par rapport à 2016 (Puy-de-Dôme : +2,1 %, France hors Mayotte : +2,11 %).
| 1793  | 1800  | 1806  | 1821  | 1831  | 1836  | 1841  | 1846  | 1851  |
| ----- | ----- | ----- | ----- | ----- | ----- | ----- | ----- | ----- |
| 1 766 | 1 760 | 1 936 | 1 886 | 1 937 | 2 028 | 2 084 | 2 147 | 2 040 |

| 1856  | 1861  | 1866  | 1872  | 1876  | 1881  | 1886  | 1891  | 1896  |
| ----- | ----- | ----- | ----- | ----- | ----- | ----- | ----- | ----- |
| 2 020 | 1 998 | 1 990 | 1 964 | 1 948 | 2 185 | 1 897 | 1 761 | 1 760 |

| 1901  | 1906  | 1911  | 1921  | 1926  | 1931  | 1936  | 1946  | 1954  |
| ----- | ----- | ----- | ----- | ----- | ----- | ----- | ----- | ----- |
| 1 737 | 1 763 | 1 785 | 1 646 | 1 586 | 1 527 | 1 489 | 1 409 | 1 329 |

| 1962  | 1968  | 1975  | 1982  | 1990  | 1999 | 2006 | 2011 | 2016 |
| ----- | ----- | ----- | ----- | ----- | ---- | ---- | ---- | ---- |
| 1 351 | 1 324 | 1 273 | 1 176 | 1 015 | 901  | 835  | 746  | 751  |

| 2021 | 2022 | - | - | - | - | - | - | - |
| ---- | ---- | - | - | - | - | - | - | - |
| 743  | 736  | - | - | - | - | - | - | - |

### Enseignement
Olliergues dépend de l'académie de Clermont-Ferrand.
Elle gère une école maternelle et une école élémentaire. Il existe également un collège (Alexandre-Varenne).

### Santé
La commune possède un cabinet médical, ainsi qu'une maison de retraite.
Quatre infirmiers, une pédicure/podologue et un pharmacien sont installés dans la commune.
Les centres hospitaliers les plus proches sont à Thiers et à Ambert.

### Sports
- Tour de la communauté de communes du Pays d'Olliergues : course par étapes juniors de niveau national avec régulièrement des sélections étrangères qui y viennent en préparation comme en 2004 quand l'équipe des Pays-Bas était venue en stage. La course se déroule chaque année le troisième week-end de mai dans la région d'Olliergues.

## Économie

### Commerces
Il existe dans la commune des commerces « de première nécessité » : un commerce d'alimentation générale, une boucherie-charcuterie, une boulangerie-pâtisserie, une fromagerie, un tabac-presse.
Un hôtel-restaurant, deux banques et un bureau de poste sont implantés à Olliergues.

## Culture locale et patrimoine

### Édifices religieux
- Église Notre-Dame inscrite à l'inventaire des monuments historiques en 1961, avec clocher en bois et beau tombeau en granit ainsi que des peintures murales du XVe siècle[24]
- Église de Saint-Martin de la Chabasse, construite dans la seconde moitié du XVe siècle avec une nef unique de trois travées, un chœur et une sacristie. Elle est inscrite au monument historique depuis 1928[25],[26]

### Lieux et monuments
- Château d'Olliergues ayant appartenu à la famille du maréchal de Turenne. Restauré, il abrite le Musée des métiers et des traditions du Pays d'Olliergues, riche de la tradition artisanale régionale.
- Château de Chantelauze
- Château de la Montmarie, de style néo-renaissance, érigé par le baron Robert de Nervo dans les années 1870.
- Pont médiéval
- Halte du train touristique du Livradois-Forez, exploité par AGRIVAP Les trains de la découverte

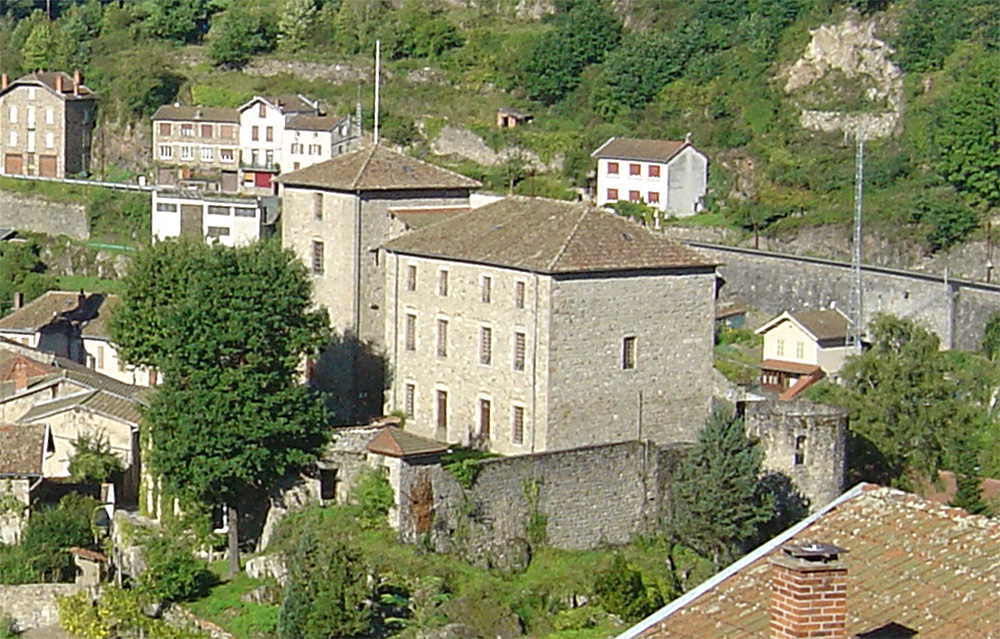
Château d'Olliergues
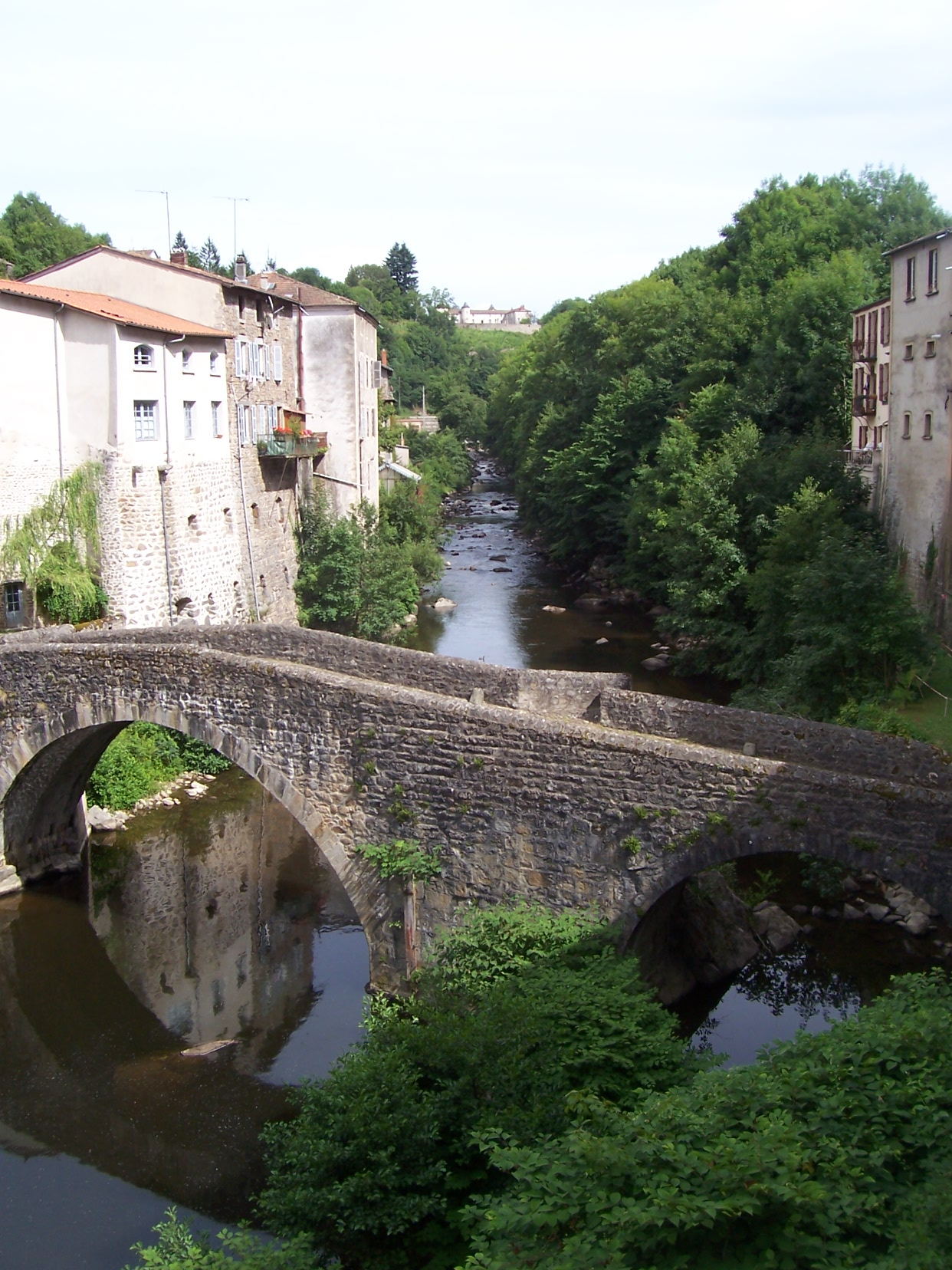
Pont médiéval

### Personnalités liées à la commune
- François Gaschon (1732-1815) est un prêtre missionnaire d’Auvergne reconnu vénérable en avril 1998 par l’Église catholique et en cours de béatification. Il est vicaire à Olliergues entre 1761 et 1765, et résidant de la commune une partie de son existence, notamment au lieu-dit de Meymont.
- Jacques Jarsaillon (1840-1893) est un un prêtre, écrivain et poète de langue occitane qui a été curé de la paroisse d'Olliergues.
- Robert de Nervo (1842-1909) est un baron, industriel et homme politique. Il fait érigé avec sa seconde épouse, Claire-Elisa Sanson de Sansal, le château de la Montmarie dans les années 1870 et en fit un lieu de villégiature estivale jusqu'à la fin de sa vie. Il a siégé au conseil municipal de la commune d'Olliergues et est inhumé avec sa famille, dans l'ancien cimetière de la Chabasse devant l'Église Saint-Martin[27].
- Henri Gourgouillon (1858-1902) est un sculpteur et professeur d'arts, né à Olliergues et mort à Clermont-Ferrand.
- François Croze (1884-1966) est un physicien, astrophysicien et professeur des universités, né à Courpière et mort à Olliergues. Il a résidé à Olliergues la majeure partie de sa vie et est inhumé dans l'ancien cimetière de la Chabasse derrière l'Église Saint-Martin.

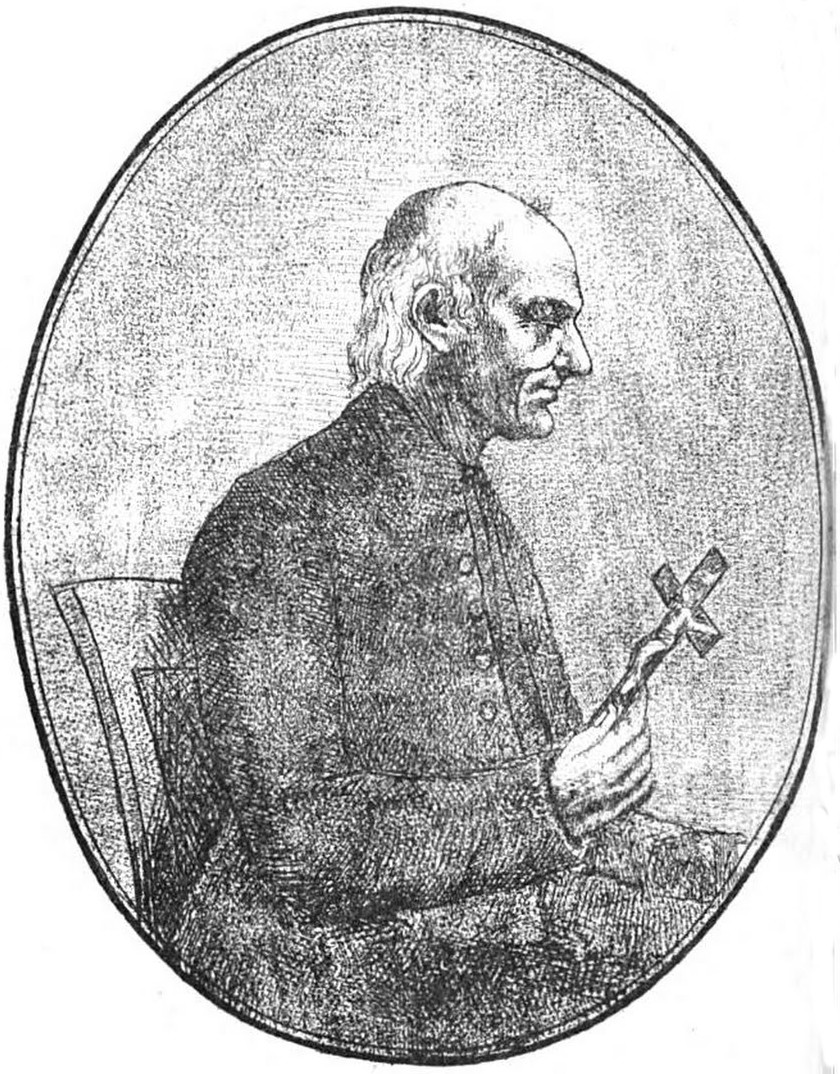
François Gaschon
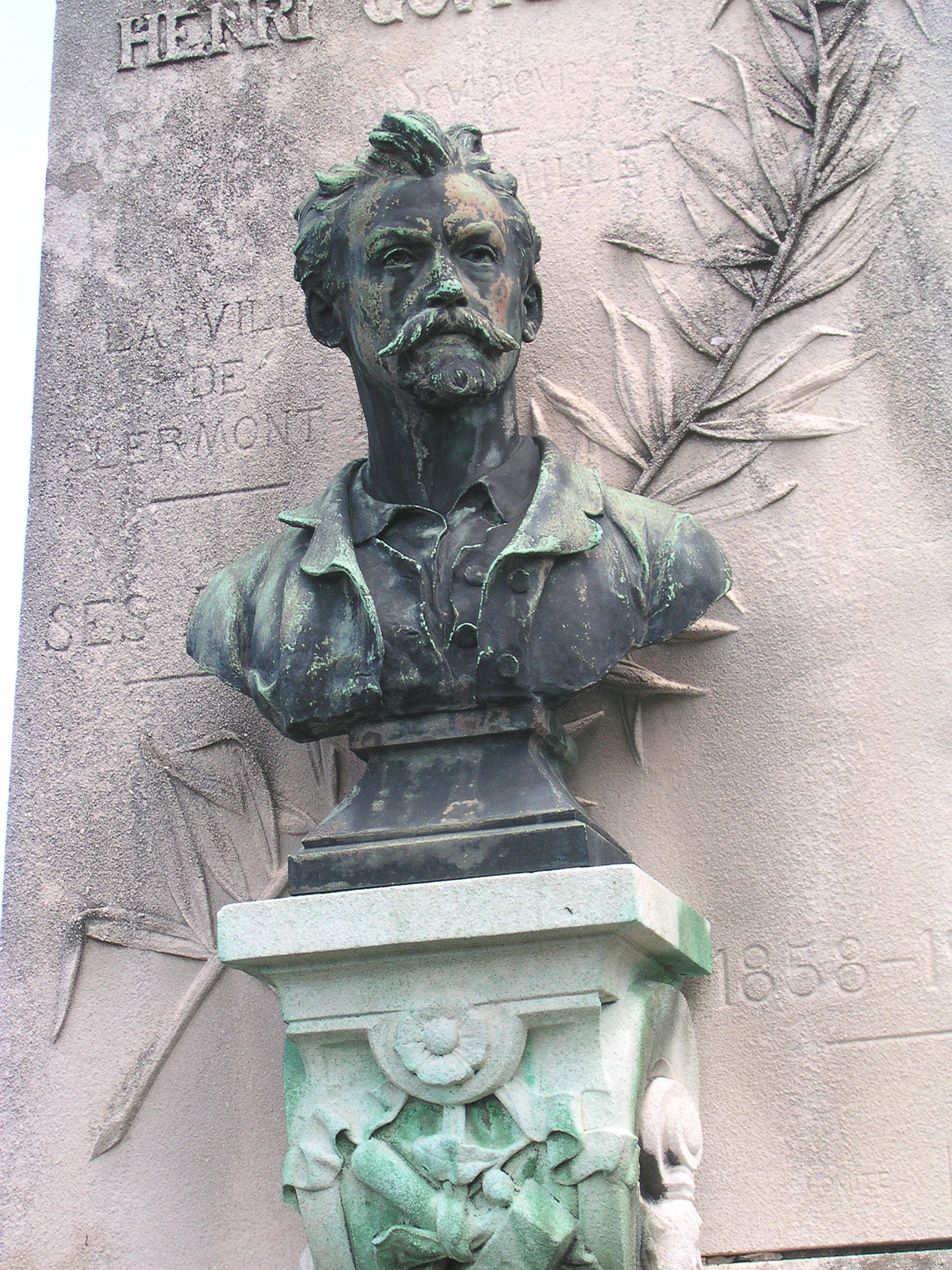
Henri Gourgouillon
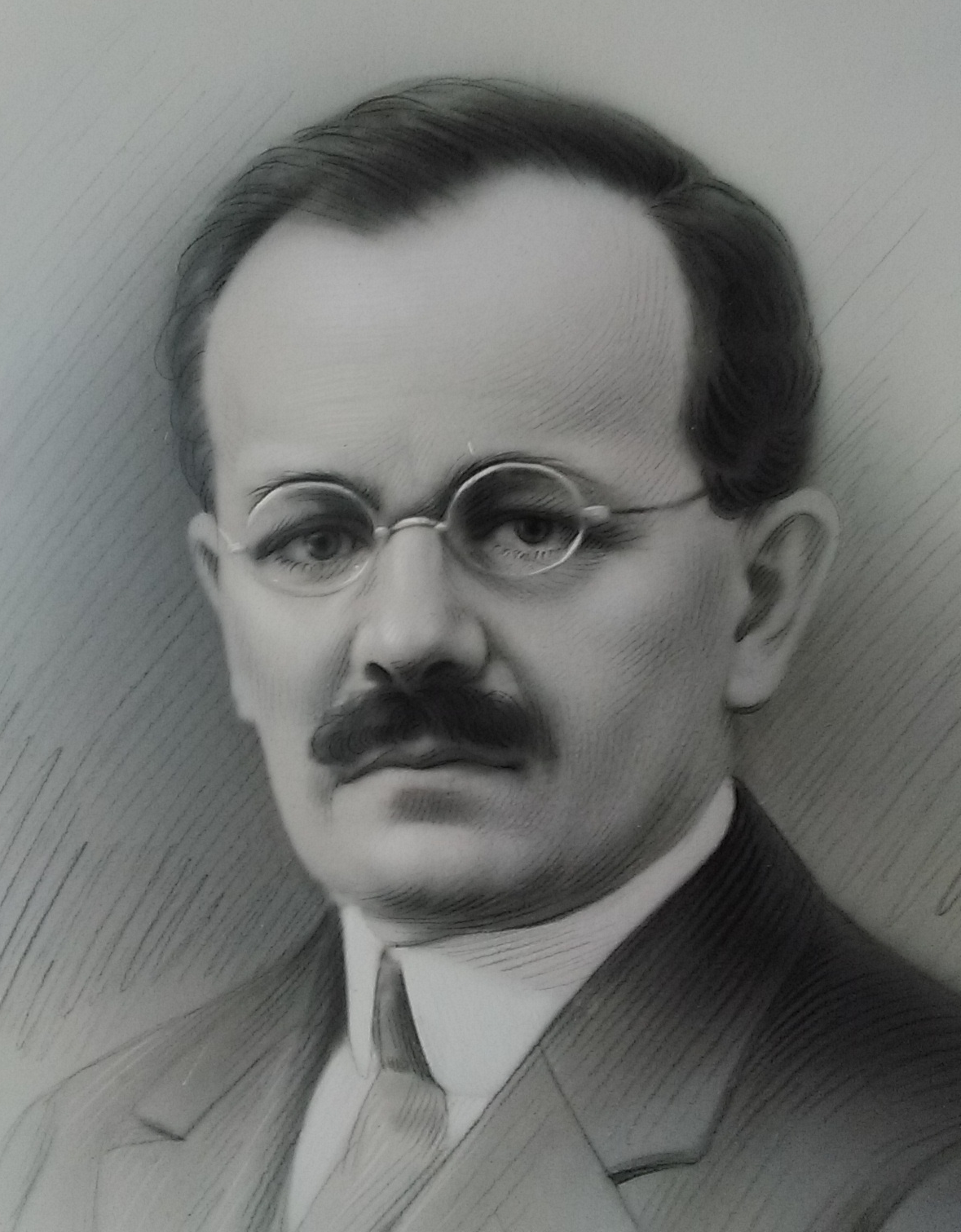
François Croze

### Héraldique
| Armes | Les armes d'Olliergues se blasonnent ainsi : D'azur semé de fleurs de lis d'or, à la tour d'argent maçonnée de sable brochante, au bâton de gueules surbrochant le tout; au chef de sable chargé de trois molettes d'argent.. |

## Divers
- La commune d'Olliergues est ville étape de la Route des Vieux Métiers.

Vue générale depuis la route du Brugeron.